# Ts (digramme)
Cette page contient des caractères spéciaux ou non latins. S’ils s’affichent mal (▯, ?, etc.), consultez la page d’aide Unicode.
Pour les articles homonymes, voir TS.
Ts (minuscule ts) est un digramme de l'alphabet latin composé d'un T et d'un S.

## Linguistique
- En navajo, le digramme « ts » sert à représenter le son [t͡sʰ].

## Représentation informatique
Comme la majorité des digrammes, il n'existe aucun encodage de Ts sous un seul signe, il est toujours réalisé en accolant un T et un S.